# Sectorlicht

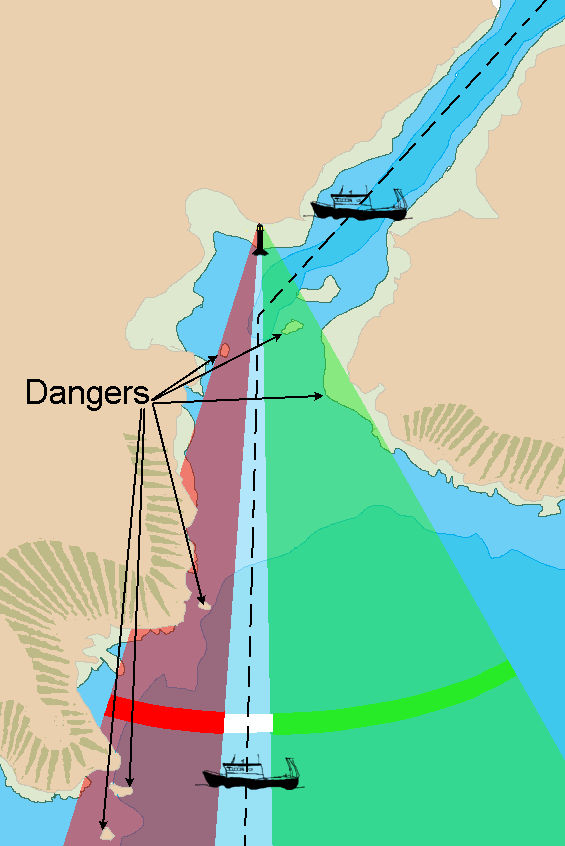
De lichtbundel van bovenaf gezien.

Een sectorlicht of sectorenlicht is in de scheepvaart een lichtbaken dat alleen vanuit een bepaalde hoek te zien is of waarvan de kleur van het licht verandert afhankelijk vanuit welke richting het wordt waargenomen. Het wordt gebruikt om de veilige zone aan te geven op een ruim water, vaak in samenspel met lichtboeien, maar kan deze boeien ook vervangen. Het is een vast licht waarvan de lichtcirkel in meerdere sectoren verdeeld is, waarbij in iedere sector het licht een andere kleur heeft (wit, rood of groen) of onzichtbaar is (duister). De begrenzingen van de sectoren en de bijbehorende kleuren worden op zeekaarten aangegeven. De kleur waarin men vanaf een vaartuig het licht ziet geeft de sector aan in welke het vaartuig zich bevindt. Het zien van een kleurverandering betekent een overgang van de ene naar de andere sector en de peiling van die grens is op een zeekaart aangegeven.
De gebruikte kleuren zijn officieel vastgelegd in het IALA Maritiem Betonningsstelsel dat ontworpen is door de International Association of Lighthouse Authorities (IALA) en valt onder de laterale markering. De gebruikte kleuren komen ook overeen met het SIGNI-systeem voor binnenwateren. In de veilige sector ziet een vaartuig doorgaans wit licht. Wanneer men in Regio A (o.a. Europa) stroomopwaarts (zie betonningsrichting) vaart en te veel naar bakboord zit, ziet men rood licht en wanneer men te veel naar stuurboord zit ziet men groen licht. In Regio B is dit precies omgekeerd. Een vaartuig dat in veilig vaarwater vaart en de groene of rode kleur gaat zien, kan vervolgens een koerscorrectie maken om in de veilige sector te blijven.
Een sectorlicht wordt gebruikt om schepen te laten navigeren in een gebied met risico's, zoals een onverlichte oever van een vaargeul naar de haven, een gebied met een zandbank of rots onder water, een eiland, een onverlicht baken, ankerplaats, de oever van een vaarweg, enzovoorts.
In sommige vaargebieden (zoals een niet-lineair kanaal) moet een schip soms meerdere opeenvolgende sectorenlichten in de gaten houden.
Een sectorlicht kan klein zijn en slechts uit een lamp bestaan, maar kan ook als lichtopstand worden uitgevoerd.

## Voorbeeld van een sectorlicht
Voor het opvaren van de rivier naar het Britse Salcombe heeft men aan bakboord (links) een steile, onverlichte (onbewoonde) oever en een niet steile oever aan stuurboord, waar zich wel onder water rotsen bevinden, alvorens men aan het einde van dit stuk naar rechts kan draaien. Het sectorenlicht op de oever geeft een helder witte smalle lichtbundel (5°) voor de te volgen vaarweg. De sector rood betekent een gevarenzone aan de linkerkant met de rand van een klif, terwijl de sector groen de gevarenzone aanduidt van de oever en rotsen onder water. Eenmaal in de as van de rivier moet het vaartuig zijn snelheid aanpassen om naar rechts af te buigen tussen twee lichtbakens door en de rivier verder op te varen.
Het sectorlicht hier is klein en maar twintig centimeter hoog, maar de witte lichtstraal in de witte sector heeft een nominaal bereik van 10 mijl.
|  |  |